# Acanthocinus obsoletus
Acanthocinus obsoletus là một loài bọ cánh cứng trong họ Cerambycidae.

## Hình ảnh

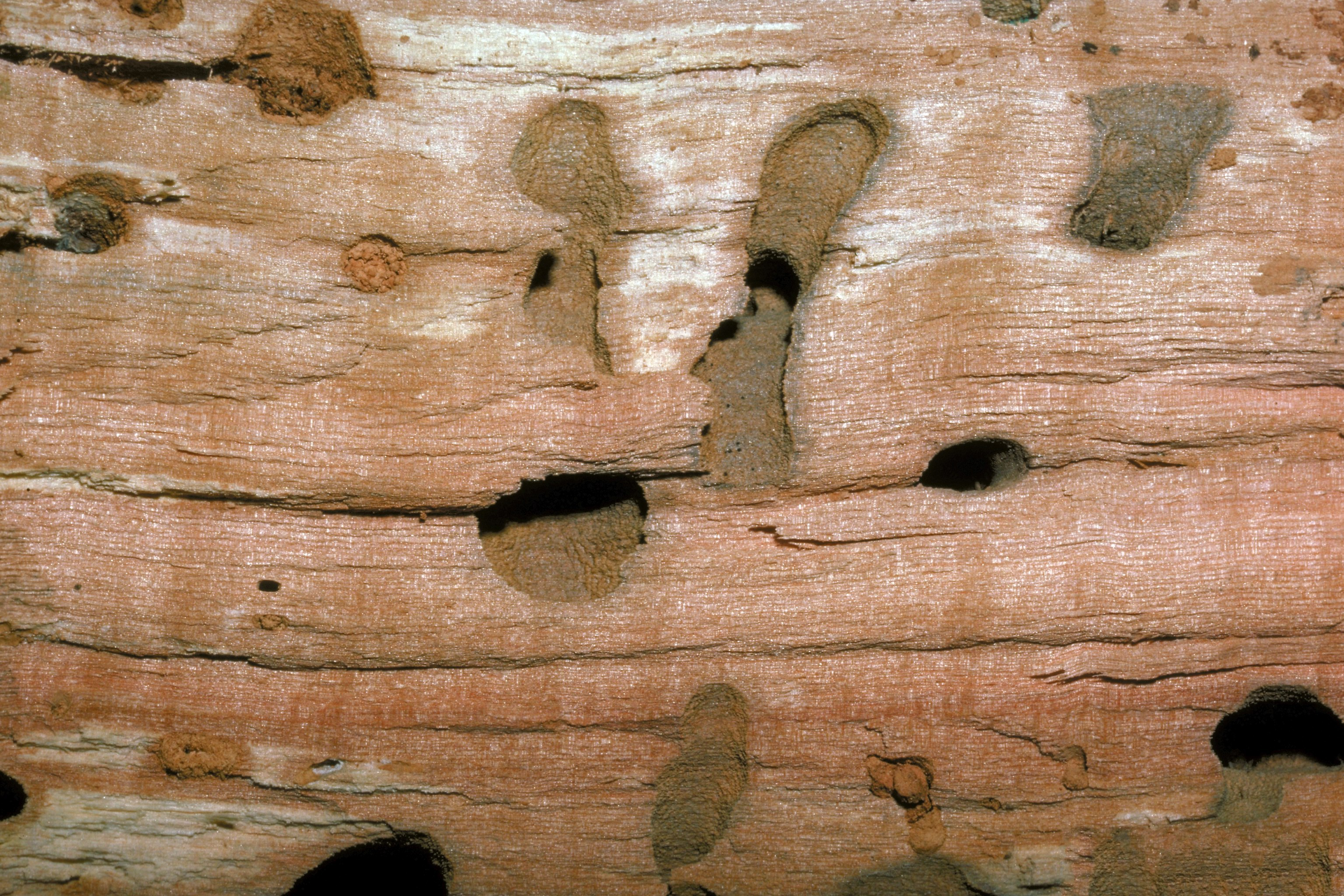
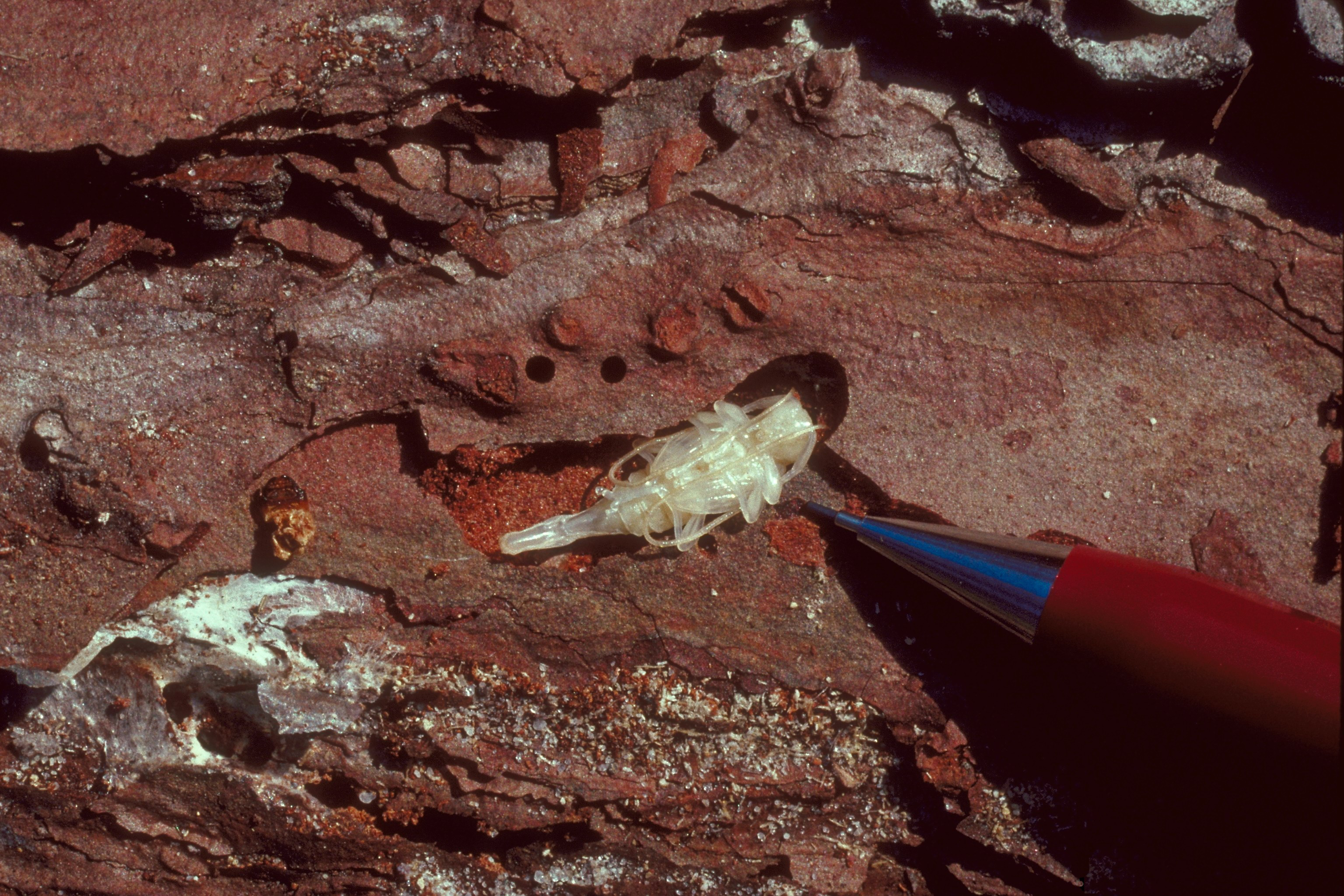